# Foot Loose & Fancy Free
Albums de Rod Stewart
A Night on the Town
(1976) Blondes Have More Fun
(1978)
Foot Loose & Fancy Free est le huitième album de Rod Stewart, sorti en 1977.

## Titres

### Face 1
1. Hot Legs (Rod Stewart) – 5:14
2. You're Insane (Rod Stewart, Phil Chen) – 4:48
3. You're In My Heart (The Final Acclaim) (Rod Stewart) – 4:30
4. Born Loose (Rod Stewart, Jim Cregan, Gary Grainger) – 6:02

### Face 2
1. You Keep Me Hangin' On (Brian Holland, Lamont Dozier, Eddie Holland) – 7:28
2. (If Loving You Is Wrong) I Don't Want to Be Right (Homer Banks, Carl Hampton, Raymond Jackson) – 5:23
3. You Got A Nerve (Rod Stewart, Gary Grainger) – 4:59
4. I Was Only Joking (Rod Stewart, Gary Grainger) – 6:07

## Musiciens
- Carmine Appice : batterie
- Phil Chen : basse
- Jim Cregan : guitare
- Steve Cropper : guitare
- Paulinho Da Costa : percussions
- David Foster : claviers
- Gary Grainger : guitare
- Richard Greene : violon
- Nicky Hopkins : claviers
- John Jarvis : claviers
- Phil Kenzie : cuivres
- Billy Peek : guitare
- Fred Tackett : guitare
- Tommy Vig : percussions